# Nagari Simpang Tanjuang Nan IV
Nagari Simpang Tanjuang Nan IV is een bestuurslaag in het regentschap Solok van de provincie West-Sumatra, Indonesië. Nagari Simpang Tanjuang Nan IV telt 7905 inwoners (volkstelling 2010).